# رينيه شنايدر (لاعب كرة قدم مواليد 1938)
رينيه شنايدر (بالفرنسية: René Schneider)‏ هو لاعب كرة قدم لوكسمبورغي، ولد في 20 أبريل 1938.

## وصلات خارجية
- رينيه شنايدر (لاعب كرة قدم مواليد 1938) على موقع قاعدة بيانات كرة القدم.إي يو (الإنجليزية)
- رينيه شنايدر (لاعب كرة قدم مواليد 1938) على موقع عالم كرة القدم.نت (الإنجليزية)